# مبدأ تاریخ
در گاه‌نگاری، مبدأ تاریخ (به انگلیسی: Epoch) به یک نقطهٔ مشخص از زمان اشاره دارد که معمولاً با حادثه‌ای مهم همراه است و آغازگر عصری نوین است. محاسبات زمان بر اساس مبدأ تاریخ انجام می‌شوند. میلاد مسیح یک مبدأ تاریخی به شمار می‌آید و سال‌های پس از آن را عصر مسیحیت می‌نامند و مبدأ تاریخ میلادی است.و در تاریخ یزدگردی زرتشتیان مبدأ تاریخ خود را سال بر تخت نشستن یزدگرد سوم، آخرین پادشاه ساسانی، در سال ۶۳۲ میلادی قرار دادند.

## در رایانش
در سیستم‌عامل‌ها و نرم‌افزارهای مختلف مبدأ تاریخ ممکن است متفاوت باشد. در یونیکس و بیشتر سیستم‌عامل‌های دیگر مبدأ تاریخ ۱ ژانویهٔ ۱۹۷۰، ساعت ۰۰:۰۰ جی‌ام‌تی است. بر این اساس با شمارش ثانیه‌ها در یک عدد صحیح ۳۲ بیتی می‌توان تا سال ۲۰۳۷ میلادی را محاسبه کرد یا تا ۱۹۰۳ میلادی به عقب رفت.